# Huiron
Huiron és un municipi francès, situat al departament del Marne i a la regió del Gran Est. L'any 2007 tenia 324 habitants.

## Demografia

### Població
El 2007 la població de fet de Huiron era de 324 persones. Hi havia 124 famílies, de les quals 20 eren unipersonals (4 homes vivint sols i 16 dones vivint soles), 48 parelles sense fills, 44 parelles amb fills i 12 famílies monoparentals amb fills.
La població ha evolucionat segons el següent gràfic:
Habitants censats

### Habitatges
El 2007 hi havia 135 habitatges, 123 eren l'habitatge principal de la família, 1 era una segona residència i 11 estaven desocupats. 131 eren cases i 2 eren apartaments. Dels 123 habitatges principals, 103 estaven ocupats pels seus propietaris, 16 estaven llogats i ocupats pels llogaters i 4 estaven cedits a títol gratuït; 1 tenia una cambra, 1 en tenia dues, 9 en tenien tres, 40 en tenien quatre i 72 en tenien cinc o més. 118 habitatges disposaven pel capbaix d'una plaça de pàrquing. A 25 habitatges hi havia un automòbil i a 87 n'hi havia dos o més.

### Piràmide de població
La piràmide de població per edats i sexe el 2009 era:
| Homes | Edats   | Dones |
| ----- | ------- | ----- |
| 0     | 95 o +  | 0     |
| 0     | 90 a 94 | 0     |
| 0     | 85 a 89 | 0     |
| 0     | 80 a 84 | 0     |
| 0     | 75 a 79 | 8     |
| 4     | 70 a 74 | 4     |
| 16    | 65 a 69 | 12    |
| 8     | 60 a 64 | 4     |
| 4     | 55 a 59 | 4     |
| 8     | 50 a 54 | 8     |
| 20    | 45 a 49 | 20    |
| 12    | 40 a 44 | 20    |
| 16    | 35 a 39 | 4     |
| 8     | 30 a 34 | 16    |
| 12    | 25 a 29 | 8     |
| 4     | 20 a 24 | 8     |
| 8     | 15 a 19 | 16    |
| 12    | 10 a 14 | 8     |
| 16    | 5 a 9   | 8     |
| 8     | 0 a 4   | 0     |

## Economia
El 2007 la població en edat de treballar era de 229 persones, 168 eren actives i 61 eren inactives. De les 168 persones actives 153 estaven ocupades (80 homes i 73 dones) i 15 estaven aturades (9 homes i 6 dones). De les 61 persones inactives 18 estaven jubilades, 24 estaven estudiant i 19 estaven classificades com a «altres inactius».

### Ingressos
El 2009 a Huiron hi havia 123 unitats fiscals que integraven 328 persones, la mediana anual d'ingressos fiscals per persona era de 18.637 €.

### Activitats econòmiques
Dels 10 establiments que hi havia el 2007, 1 era d'una empresa extractiva, 1 d'una empresa de fabricació d'altres productes industrials, 6 d'empreses de comerç i reparació d'automòbils, 1 d'una empresa d'hostatgeria i restauració i 1 d'una empresa de serveis.
L'any 2000 a Huiron hi havia 9 explotacions agrícoles.

## Equipaments sanitaris i escolars
El 2009 hi havia una escola elemental integrada dins d'un grup escolar amb les comunes properes formant una escola dispersa.

## Poblacions més properes
El següent diagrama mostra les poblacions més properes.